# Conselho Oleícola Internacional

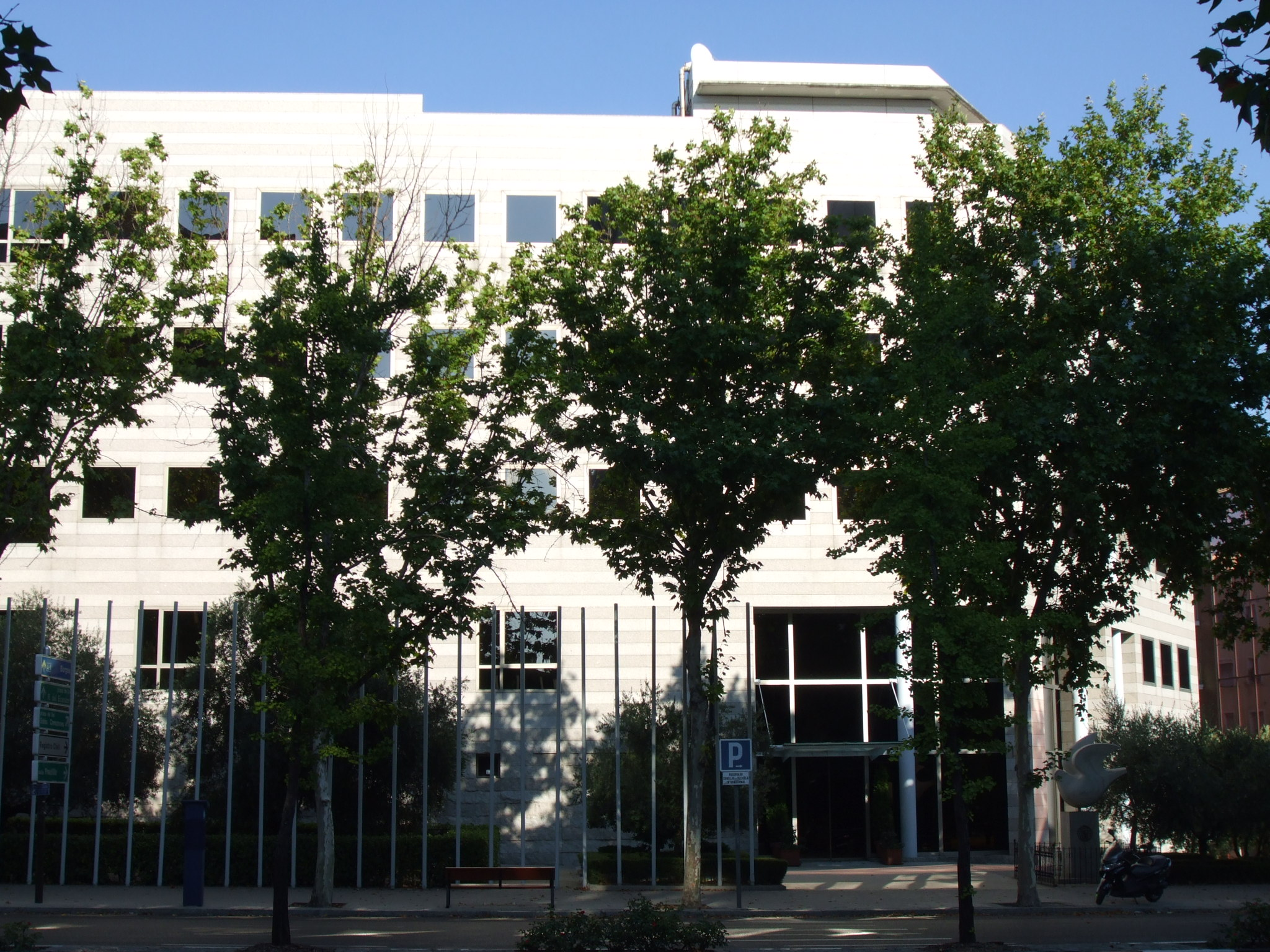
Sede em Madri

O Conselho Oleícola Internacional (International Olive Council, ou IOC, na sigla em inglês) é um organismo internacional com sede na Calle Príncipe de Vergara, nº 154, distrito de Chamartín, Madrid, Espanha, com 17 membros, sendo que um deles é a União Europeia, representando todos os países que, dentro da Instituição, produzem azeitona e azeite de oliva.
Nasceu em 1956, quando entrou em vigor o Convênio Internacional do Azeite de Oliva, que por sua vez foi assinado na Conferência Internacional sobre o Azeite de Oliva, convocada pelo Secretário-Geral das Nações Unidas e inaugurada no dia 3 de outubro de 1955 em Genebra. Graças aos esforços da Federação Internacional Oleícola (FIO), da Organização das Nações Unidas para a Alimentação e a Agricultura (FAO) e do Conselho Econômico e Social das Nações Unidas, após quatorze dias de negociações, o texto do convênio é aprovado em 17 de outubro de 1955 e aberto para assinaturas no prazo de 15 de novembro de 1955 a 15 de fevereiro de 1956. Do convênio inicial, sucederam-se outros quatro, nos anos de 1956, 1963, 1979, 1986 e 2005.
Promove o azeite de oliva em todo o mundo mediante os segmentos de produção, definição de normas de qualidade e vigilância de autenticidade. Mais de 85% das azeitonas consumidas no mundo são cultivadas nos países membros. Os Estados Unidos da América não são membros do COI, e o Ministério da Agricultura daquele país não reconhece legalmente sua classificação (como o azeite de oliva extra virgem). Lá, o sistema que vigora é diferente, definido em 1948, antes, portanto, do nascimento do COI. O California Olive Oil Council, um grupo comercial privado, solicitou ao governo americano que passe a adotar as normas do COI.
O Conselho envolve oficialmente 95% da produção mundial, e possui grande influência sobre o resto. A terminologia adotada é precisa, embora possa dar margem a confusões entre as palavras que descrevem a produção e as utilizadas nas etiquetas. O azeite de oliva é classificado pela forma como é produzido, por sua química e por seu sabor. Toda a produção se inicia na transformação da azeitona em pasta de azeitonas. Esta pasta é, então, processada de forma a permitir a concentração das microscópicas gotas de azeite. O azeite é, em seguida, extraído por meio de pressão (método tradicional) ou centrífuga (método moderno). Depois da extração, os restos sólidos ainda possuirão uma pequena quantidade de azeite.
A União Europeia regula o uso de etiquetas de denominação de origem para o azeite de oliva.

## Membros e fundadores do Conselho Oleícola Internacional

### Países fundadores
- Comunidade Europeia
  - Bélgica : 21 de abril de 1959
  - Espanha : 29 de julho de 1956
  - França : 14 de fevereiro de 1956
  - Grécia : 1 de agosto de 1958
  - Itália : 5 de junho de 1956
  - Portugal : 15 de fevereiro de 1956
  - Reino Unido : 31 de agosto de 1958
- Israel : 10 de setembro de 1958
- Líbia : 14 de fevereiro de 1956 / 28 de janeiro de 2003
- Marrocos : 11 de agosto de 1958
- Tunísia : 14 de fevereiro de 1956

### Países membros
- Albânia: 2009
- Argentina : de 4 de outubro de 1965 a 15 de dezembro de 1974 e 2009
- Argélia : 26 de junho de 1963
- Croácia : 27 de abril de 1999
- Egito : 21 de maio de 1964
- Iraque :26 de março de 2008
- Irã : 6 de janeiro de 2004
- Jordânia : 2 de dezembro de 2002
- Líbano : 10 de novembro de 1973
- Montenegro : 13 de novembro de 2007
- Síria : 30 de julho de 1968
- Turquia : de 28 de junho de 1963 a 24 de novembro de 1998 e 2010

### Ex-membros
- Chile : de 16 de dezembro de 1974 a 3 de dezembro de 1977
- Costa Rica : de 27 de novembro de 1979 a 31 de dezembro de 1979
- Mônaco : de 10 de julho de 2001 a 15 de junho de 2005
- República Dominicana : de 21 de dezembro de 1967 a 31 de dezembro de 1979
- Panamá : de 16 de dezembro de 1974 a 31 de dezembro de 1980
- Sérvia : 16 de dezembro de 1974 a 2010

## Acordos de Sede
Desde que em 1962 se firmou o primeiro acordo entre as partes, a sede está situada em Espanha. Já na primeira reunião em 1959 tomou-se a decisão de estabelecer a sede permanente em Madri.
- Primeiro acordo de sede : 2 de julho de 1962. Firmado por Pedro Cortina Mauri, Subsecretário de Relações Exteriores de Espanha e o Diretor Executivo do Conselho Oleícola Internacional, Lucien Denis.
- Segundo acordo de sede : 13 de julho de 1989. Firmado por Francisco Fernández Ordóñez, Ministro de Relações Exteriores de Espanha e o Diretor Executivo do Conselho, Sr. Fausto Luchetti. Este acordo trata dos mandatos referentes ao artigo 6º do Convênio Internacional do Azeite de Oliva e das Azeitonas de Mesa, de 1986.
- Terceiro acordo de sede : 20 de novembro de 2007. Firmado por Miguel Ángel Moratinos Cuyaubé, Ministro de Relações Exteriores e de Cooperação de Espanha e o Diretor Ejecutivo Habib Essid. Este acordo trata dos mandatos do Convênio Internacional do Azeite de Oliva e das Azeitonas de Mesa de 2005.

## Diretores executivos
Desde sua fundação, os Diretores Executivos do conselho foram:
- Pierre Bonnet, de outubro de 1960 a outubro de 1962
- Lucien Denis, de novembro de 1962 a novembro de 1980
- Gabriele Luzi, de dezembro de 1980 a setembro de 1987
- Fausto Luchetti, de outubro de 1987 a dezembro de 2002
- Ahmed Touzani, de dezembro de 2002 a 21 de novembro de 2004
- Habib Essid, de 22 de novembro de 2004 a 21 de novembro de 2007
- Mohammed Ouhmad Sbitri, de 22 de novembro de 2007 a 31 de dezembro de 2010
- Jean-Louis Barjol, de 1 de janeiro de 2011